# Poul Hübertz
 Der er for få eller ingen kildehenvisninger i denne artikel, hvilket er et problem. Du kan hjælpe ved at angive troværdige kilder til de påstande, som fremføres i artiklen.

Poul Hübertz (født 21. september 1976) er en tidligere professionel fodboldspiller fra Danmark. Hübertz har tidligere spillet for Superliga-klubberne Herfølge BK, AaB, FC Midtjylland, 1. divisions-klubberne AB og Boldklubben Frem (af 2 omgange) samt de engelske klubber Millwall og Northampton Town. Med sine lange ben og uelegante stil, er han i Danmark kendt for at være en uortodoks angriber. Han er kendt som "The Hübbonator" blandt nogle af hans fans. I Boldklubben Frem var han kendt som "standerlampen".
Poul Hübertz har altid været kendt som mere eller mindre kontroversiel, både i udtalelser og som spilletype. Da han i August 2009 brat fik kontrakten ophævet i AB, gik der også rygter om, at det var fordi han var blevet bænket til hjemmekampen imod BK Frem. Dette accepterede han ikke, og var end ikke at finde i truppen til kampen. Dagen efter blev bruddet offentliggjort. få uger senere blev han præsenteret i FC Midtjylland.
Port Vales formand Bill Bratt har engang beskyldt Hübertz til at være medvirkende til det røde kort, der blev givet til Vales venstre back, Jason Talbot, lørdag den 24. marts 2007 (Port Vale mod Millwall 2-0). Bill Bratt kaldte Hübertz handling for utilgivelig. Grunden til dette er, at Hübertz løb over 30 meter over til dommeren for at gøre opmærksom på Ryan Smiths problemer med Jason Talbot, hvilket fremprovokerede et rødt kort til Talbot.
I 2016 blev han en del af amatørfodboldholdet FC Græsrødderne.